# NGC 6606
NGC 6606 este o galaxie situată în constelația Lira. A fost descoperită în 8 august 1883 de către Édouard Stephan⁠(d).